# Marserne (Tyskland)
 For alternative betydninger, se Marserne (Italien).
Marserne var en lille germansk stamme, der ikke må forveksles med marserne i Italien. De germanske marsere boede i et område mellem floderne Rhinen, Ruhr og Lippe i den vestlige del af det nuværende Tyskland. 

## Historie
Den romerske historiker Tacitus nævner marserne flere gange, især i forbindelse med feltherren Germanicus' bedrifter. De deltog i en koalition ledet af den cheruskiske høvding Arminius, og det var denne koalition, der i år 9 udslettede tre romerske legioner i slaget i Teutoburgerskoven. Germanicus så det som sin opgave at få hævn for nederlaget, og han invaderede marsernes land i år 14 med 12.000 legionærer, 26 kohorter med hjælpetropper og 8 kavaleriafdelinger. Marserne havde netop afsluttet festen for deres gudinde Tanfana, og de var i følge Tacitus alt for berusede til at sanse at forsvare sig mod romerne, og resultatet blev en massakre. I sine Annales skriver han, at et område på 50 romerske mil blev lagt øde med ild og sværd, og at "Intet køn, ingen alder blev sparet".
Der fulgte andre romerske blodbade, blandt andet blev chatterne overfaldet i foråret i år 15, og det ophidsede de germanske stammer så meget, at de for en stund lagde de indbyrdes stridigheder på hylden og holdt sammen for at slå romerne tilbage. Efter yderligere to års krig opgav romerriget at flytte sine grænser frem til Weser-floden, og i de følgende århundreder kom grænsen til at gå langs Rhinen. 
De overlevende marsere indgik formentlig i det frankiske folk, og de er ikke nævnt særskilt i senere optegnelser.
Der er stadig adskillige bynavne i Tyskland, der henviser til marserne, blandt andet Marsberg og Obermarsberg i det østlige Nordrhein-Westfalen og Volkmarsen i det nordlige Hessen.

## Sprog
Marsernes sprog hørte til de weser-rhein-germanske sprog, og disse sprog smeltede efterhånden sammen til det frankiske sprog, i takt med at de små stammer i området sluttede sig sammen og blev kendt som frankerne.  